# Aníbal Alzate
Hernán Aníbal Alzate Sosa (* 31. Januar 1933 in Medellín; † 31. März 2016 in Ibagué) war ein kolumbianischer Fußballspieler. Der Abwehrspieler nahm mit der kolumbianischen Nationalmannschaft an der Fußball-Weltmeisterschaft 1962 in Chile teil.

## Karriere

### Verein
Anibal Alzate spielte 1953 mit der Auswahl Antioquias in Bogotá und geriet in das Blickfeld der Auswahl von Tolima. Nach der Gründung von Deportes Tolima wurde Alzate direkt vom neuen Verein verpflichtet und blieb in seiner gesamten Profikarriere dem Verein treu.

### Nationalmannschaft
Alzate gab im April 1961 sein Debüt in der kolumbianischen Nationalmannschaft in der Qualifikation zur Weltmeisterschaft 1962 gegen Peru. Er gehörte zum Kader bei der Weltmeisterschaft 1962 in Chile und kam dort in zwei Gruppenspielen zum Einsatz. Die Cafeteros schieden in der Gruppenphase mit einem Punkt aus drei Spielen aus. Ein Jahr später spielte Serrano beim Campeonato Sudamericano 1963, bei dem er zwei Partien bestritt und mit Kolumbien den letzten Platz belegte. Insgesamt lief er neun Mal für die Nationalmannschaft auf.